# Храм Троицы Живоначальной (Новая Шурма)
Храм Живоначальной Троицы — православный храм в деревне Новая Шурма Сергиево-Посадского городского округа Московской области. Относится к Сергиево-Посадскому благочинию Сергиево-Посадской епархии Русской православной церкви.

## История храма

### До революции
Первое упоминание о храме встречается в XVII веке.
В документах 1620—1630-х годов описывается Троицкий храм в селе Подлипье (современное название села — Новая Шурма). Храм был выстроен из дерева. К 1712 году за приходом насчитывалось около 69 дворов.
В 1757 году, с помощью прихожан, возводится новая деревянная Троицкая церковь.
В 1788 году, в селе родился будущий архиепископ Черниговский и Нежинский Павел.
В 1798 году, на средства местного помещика майора Уварова и с благословения епископа Суздальского Виктора, строится новый каменный храм. Помощь в строительстве храма оказали князь А. М. Голицын и А. Н. Долгорукий. В XIX веке в церкви освящают несколько престолов. Главный — во имя Святой Живоначальной Троицы (1812), в честь свв. мчч. Хрисанфа и Дарии (1813) — усердием князя Долгорукого в память умерших детей, и Владимирской иконы Божией Матери (1821) — на средства помещицы Смирновой. В 1849 г. к Троицкой церкви пристроили теплую трапезную и, в благодарность за избавление прихожан от холеры, в ней освятили придел в честь Архистратига Божия Михаила. Тогда же была выстроена двухъярусная колокольня. Через два года, в 1851 г., помещик Волчков в трапезной части соорудил четвёртый придел — во имя преподобного Сергия Радонежского.
Причт храма по штату сначала состоял из священника и псаломщика. В 1876 г. в храме служили священник Павел Панов, диакон Александр Ерлексов, дьячек Василий Смирнов и пономарь Иван Никольский (сверх штата). При храме действовали церковно-приходская библиотека и с 1877 г. — земская народная школа, в которой в 1893 г. обучалось 46 человек.

### После революции
Храм в первые годы гонений выжил. Церковь закрыли в 1963 году, в период хрущевских гонений. По воспоминаниям старожилов, часть церковной утвари попала в Загорский музей-заповедник, часть была украдена или спрятана по домам. Здание храма пустовало и сильно ветшало. За короткий срок кровля трапезной провалилась, оконные рамы, двери, пол, частично кирпич — все было расхищено, стены изуродованы, разрушена кладбищенская часовня, от церковной ограды остался одинокий столб. Численность местного населения значительно поредела, появилось много дачников.
Летом 1994 года жители Новой Шурмы и окрестных деревень получили разрешение на восстановление церкви, при которой была образована православная община. В октябре 1995 года был назначен первый настоятель священник Николай Комарницкий. 23 июня 1996 года здесь была совершена первая Божественная Литургия. В 2002 году настоятелем по совмещению стал священник Алексей Алексеев. В мае 2007 года в храм был назначен настоятелем священник Михаил Провада.
Ныне храм восстанавливается.

## Приделы
- Живоначальной Троицы(1812) — главный;
- Свв. мчч. Хрисанфа и Дарии(1813);
- Владимирской иконы Божией Матери(1821)
- Архистратига Божия Михаила(1849);
- Прп. Сергия Радонежского(1851)